# Meddőség
A meddőség elsősorban azt jelenti, hogy egy személy biológiailag képtelen hozzájárulni a fogamzás folyamatához.  A meddő szó vonatkozhat azon nők állapotára is, akik képtelenek végigvinni egy terhességet a szülésig. A meddőségnek sok oka lehet, s ezek közül némely orvosi beavatkozás nélkül is gyógyítható.
Minden nő, aki egyébként az ovuláció előtt és alatt fogamzóképes, a menstruációs ciklus fennmaradó részében természetes módon meddő. Ezen periódusok váltakozása felismerhető a cervixnyák, illetve a testhőmérséklet változásának megfigyelésével.

## Definíció
Meddőségről akkor beszélünk, ha egy párnál, melynek nőtagja 34 éven aluli, 12 hónapos védekezés nélküli közösülés után sem fogan meg gyermek. Egy pár meddőségének az oka lehet a férfi is és a nő is, de nem szükségszerű, hogy mindketten azok.

### Meddőség
Az endokrinológusok és a meddőségre szakosodott orvosok szerint akkor beszélünk egy párnál meddőségről, ha:
- A párnál – melynek nőtagja 34 éven aluli – 12 havi, védekezésmentes közösülés után sem fogant meg gyermek. Az Egészségügyi Világszervezet (WHO) 12 hónapban állapította meg a teherbeesés alsó határát.[1]
- A párnál 6 havi, védekezésmentes közösülés után sem fogant meg gyermek, amennyiben a nő 35 év felett van. (A 35 év fölötti nőknél fennálló petesejtminőség-csökkenés igazolja a koralapú megkülönböztetést.)

### Elsődleges és másodlagos meddőség
Elsődleges meddőségben szenvedő párról akkor beszélünk, ha még soha nem állt fenn fogamzás. Másodlagos meddőség esetén viszont egy régebbi fogamzás után – mely akár kihordott terhesség volt, akár vetéléssel végződött – nagyon nehezen, vagy egyáltalán nem sikerül teherbe esni. Technikailag másodlagos meddőség nem áll fenn, ha időközben partnercsere történt.

## Előfordulás
Becslések szerint világszerte minden hetedik párnak gondot okoz a teherbe esés, s ez az arány független az ország fejlettségi szintjétől. Magyarországon 20%-os meddőségi arányról beszélnek a szakemberek. Ez körülbelül 2 000 000 párt jelent.
Általánosságban elmondhatjuk, hogy egy párnál 30-40%-ban a nő a gyermektelenség oka, és ugyanilyen arányban fordul elő, hogy a férfi meddő. Az esetek 20-25%-ában mindkét félnél találhatunk problémákat és nagyjából 10-15% közé esik azon szituációk száma, melyben megállapíthatatlan a meddőség oka.
A nők a korral egyre kevésbé termékenyek. Egy 35 éves nőnek 94% az esélye, hogy rendszeres védekezésmentes szexuális élet mellett  3 év próbálkozás alatt teherbe esik. Ugyan ez az esély 38 éves nőnél már csak 77%. A férfiak esetében ez a tendencia kevésbé tisztázott.

## Okok
Ez a rész a sterilitás véletlenszerű okaival foglalkozik. További információk a nemzést megakadályozó sebészeti technikákról: lásd   sterilizáció.

### Okok mindkét nemnél
A következő tényezők okozhatnak meddőséget úgy a férfiaknál, mint a nőknél:
- Genetikus tényezők
  - A Robertson transzlokáció mindkét félnél okozhat teljes meddőséget, vagy visszatérő spontán vetélést.
- Általános tényezők
  - Cukorbetegség, pajzsmirigy rendellenességek, mellékvese problémák
  - Hipotalamusz-hipofízis tényezők
  - Kallmann szindróma
  - Hiperprolaktinémia
  - Hypopituitarismus
- Környezeti tényezők
  - A mérgek mint például a ragasztók, illékony szerves oldószerek, vagy szilikonok, fizikális hatások, kémiai szennyeződések és rovarirtó szerek, valamint a kemoterápia.[4]

Német tudósok számoltak be arról, hogy bizonyos adenovírusok szerepet játszhatnak a férfimeddőség kialakulásában, bár egyébként nem ártalmasak. Az olyan mutációk, melyek hátrányosan változtatják meg az emberi DNS-t, okozhatnak meddőséget, mivel az emberi test ily módon akadályozza meg a hibás DNS-ek öröklődését.

### Női okok
A következő meddőségi okok csak nőknél fordulnak elő.
Ahhoz, hogy egy nő megtermékenyüljön, bizonyos dolgok meg kell történjenek: a közösülésnek nagyjából abban az időben kell lennie, amikor a petesejt kiszabadul a petefészekből, a petesejt- és spermaképző szerveknek optimális szinten kell működniük és a nőnek hormonálisan egyensúlyban kell lennie.
Néhány nő azért meddő, mert a petefészek nem elég érett és kiveti a petesejtet. Ebben az esetben szintetikus FSH injekcióval, vagy  Clomid (klomifen-citrát) tablettával lehet ösztönözni a tüszőt, hogy éretté váljon (lásd: ovuláció indukció).
A nőket érintő problémák közé tartozik az endometriózis, illetve a sérült petevezető (amit okozhat fertőzés is, pl. a chlamydia).
Vannak egyéb tényezők is, amelyek ronthatják egy nő teherbe esési esélyeit: ilyenek a túlsúly, illetve a kóros soványság, de a nők termékenységi mutatója meredeken csökken 35 év fölött is. Néha több tényező együttesen is jelen lehet, van azonban, hogy a meddőség oka nem állapítható meg.
A női meddőség általános okai közé tartoznak:
- ovulációs problémák
- petevezeték elzáródás
- korfüggő tényezők
- méh problémák
- korábbi petevezeték elkötés

### Férfi okok
Férfiaknál a meddőség fő oka a spermiumok alacsony minőségével függ össze.

### Kombinált meddőség
Az esetek egy részében a pár mindkét tagjánál előfordulhatnak meddőségi problémák és a terméketlenség oka ezen feltételek kombinációjában keresendő. Más esetekben az ok genetikai, vagy immunulógiai lehet, mivel a pár mindkét tagja külön-külön termékeny, de külső segítség nélkül együtt nem képesek a gyermeknemzésre.

### Ismeretlen eredetű meddőség
A meddő párok 20%-a ismeretlen eredetű meddőségben szenved. Ezeknek az eseteknek a hátterében is valószínűleg valamilyen rendellenesség található, de ez a rendellenesség a mai vizsgálati módszerekkel nem megállapítható. A lehetséges okok: a petesejt nem az optimális időben szabadul ki a megtermékenyítéshez (lásd: LUF szindróma), vagy nem lép be a petevezetékbe, a hímivarsejtek nem képesek elérni a petesejtet, nem sikerül a megtermékenyítés, a petesejt beágyazódása sikertelen. Egyre inkább ismert, hogy a petesejt minősége nagyon fontos és ezért az idősebb korú nők esetében már nem képes sikeres megtermékenyülésre.

## Vizsgálatok
Amennyiben mindkét fél fiatal és egészséges és már több mint 12 hónapja próbálkoznak sikertelenül a gyermeknemzéssel, jobb mielőbb felkeresni az orvost, hogy a lehetséges egészségügyi problémákat megtalálják. Az orvos javasolhat életmódbeli változtatásokat is, hogy a teherbe esés esélyét növeljék.
A 35 év fölötti nőknek ajánlott 6 hónap után felkeresni orvosukat, mivel a kor nagyban befolyásolhatja a kezelések kimenetét.
Az orvos elvégez pár vizsgálatot és adhat egy kórtörténetet. A pár is végeztethet néhány alapvető vizsgálatot, hogy kiderüljön, miért nem esnek teherbe. Ha szükséges, az orvos beutalhatja mindkét felet egy meddőségi intézetbe, hogy elvégeztessenek pár specializált tesztet is. Ezek eredménye fogja befolyásolni, melyik a legjobb kezelés az eredmény elérése érdekében.

## Kezelések
A meddőségi kezelések három csoportba oszthatók: orvosi, kiegészítő és alternatív módszerek. Néhány ezek közül összehangolható egyéb metódusokkal.

### Otthoni értékelés
Mielőtt belekezdenének a drága termékenységi kezelésekbe sok nő és pár nézi végig az online forrásokat, hogy meghatározzák, mennyi esélyük van a teherbeesésre.

### Orvosi eljárások
A meddőség orvosi kezelése általában termékenység elősegítő gyógyszerek, orvostechnikai eszközök, sebészet, vagy ezek kombinációjának használatával történik. Ha a sperma jó minőségű és a női fél reprodukciós szervei rendben vannak (szabadon átjárható petevezeték, nincsenek összenövések, sebek), az orvos összeállíthat egy gyógyszeres petefészek-stimuláló eljárást. Adott esetben az orvos dönthet úgy, hogy a gyógyszeres kezelést kiegészíti egy inszeminációs (IUI) eljárással. Ebben az esetben a peteérés ideje alatt az orvos egy katéter segítségével vezeti be a spermiumokat a méhbe. Ezek a megtermékenyítő módszerek testen belül történnek.
Ha a hagyományos orvosi eljárások kudarcot vallottak, az orvos javasolhatja az in-vitro fertilizáció (IVF – közismert nevén a lombikprogram) megkezdését. Az IVF-et és az ehhez kapcsolódó technikákat (mint például az ICSI, ZIFT, GIFT stb.) összefoglaló nevükön asszisztált reprodukciós technikáknak (ART) nevezik.
Az asszisztált reprodukciós technikák általában a petefészek stimulálásával kezdődnek, hogy ösztönözzék a petesejtek termelését. Stimuláció után az orvos sebészeti úton kivon egy vagy több petesejtet, majd laboratóriumi körülmények között befecskendezi azokat spermiummal, így hozva létre egy vagy több embriót. Ezek után a megtermékenyített petesejteket visszaültetik a méhbe. Ezt az eljárást embriótranszfernek hívják.

### Kiegészítő és alternatív gyógymódok
Három olyan kiegészítő és alternatív meddőségi kezelés létezik, melyek tudományosan igazoltak és eredményeik megjelentek lektorált orvosi folyóiratokban.
1. Csoportos pszichológiai terápia: 2000-ben egy Harvard Medical School tanulmány vizsgálta a csoportterápia lehetséges hatásait olyan meddő nőkön, akik már legalább egy éve sikertelenül próbálkoztak teherbe esni. Mindkét terápiás csoport – a támogató és a kognitív viselkedésterápiás csoport – statisztikailag jelentősen jobb teherbe esési arányt értek el, mint a kontroll-csoport.[8]
2. Akupunktúra: Egy 2002-es német tanulmány[9] szerint az IVF embrió transzfer előtt és után 25 perccel végzett akupunktúra jelentősen megnöveli az IVF sikerességét.[10] 2006-ban a The University of South Australia által végzett tanulmány[11] kimutatta, hogy az akupunktúrás csoport esélyei a teherbe esésre másfélszer nagyobbak, mint a kontroll-csoporté, bár ez a szám statisztikailag nem szignifikáns. Bár az akupunktúra hatása az IVF-re továbbra is vitatéma, a tanulmány szerzői kijelentik, úgy tűnik, az akupunktúra biztonságos segítője lehet az in-vitro fertilizációnak.[11][12]
3. Manuális fizioterápiás technika: A Wurn-technika egy manuális manipulatív fizioterápiás technika, mely egy 2004-es tanulmány[13] szerint növeli mind a természetes úton, mind az IVF-fel támogatott teherbe esés sikerességi arányát. Egy 2008-as tanulmány[14] szerint ez a technika újra megnyitja a petevezetéket és a blokkolt funkciókat is oldja. A terápia célja, hogy kezelje az összenövések által korlátozott szerveket és visszaadja a reprodukciós rendszer mozgékonyságát.[15]
4. AVIVA – Hormontorna: Izraelből indult a 70-s években, kidolgozója nevével AVIVA (Gabriella Steiner[16]) fémjelezve, ez egy speciális torna, amely a hormonrendszert képes harmonizálni. Aktiválja a petefészek és a méh működését, erősíti a méh nyálkahártyát és képessé teszi a megtermékenyített petesejt beágyazódására. A férfiaknak kidolgozott gyakorlatok a hímivarsejtek számát és mozgási sebességét növelik a hormonális rendszer élénkítésével. A módszer alapja, a fokozott vérkeringés létrehozása a kismedencei szervek területén, így biztosítva a szükséges vitaminokat, ásványi anyagokat és a hormonokat a  szerveknek, ugyanakkor a vénás és nyirok keringés ingerlésével segítik a salakanyagok kiürítését.

A meddőség lelki okainak és következményeinek egyéni illetve páros kezeléséről ld. még A meddőség lelki vonatkozásai.

### Turizmus
Lombikturizmus egy olyan utazást takar, melynek célja, hogy egy másik országban vegyék igénybe a meddőségi kezeléseket. Ez az egészségügyi turizmus egyik formája. A lombikturizmus fő oka lehet az anyaország szigorúbb jogi szabályozása a kívánt eljárás esetében, illetve az alacsonyabb kezelési költségek.

## Etika
Számos etikai kérdés is felmerülhet a meddőséggel és kezelésével kapcsolatban:
- A magas eljárási költségek teljesen kimeríthetik az adott pár pénzügyi lehetőségeit.
- Számos vitát kavar, hogy nem kellene-e kényszeríteni az egészségügyi biztosítókat arra, hogy fedezzék a meddőségi kezeléseket.
- Az egészségügyi források felhasználhatóak lennének más területen.
- Azoknak lombikban megtermékenyített embrióknak jogi státusza, melyek nem lettek beültetve.
- Sokan ellenzik a megtermékenyített, de be nem ültetett embriók megsemmisítését.
- Az IVF és egyéb fertilizációs technikák sok esetben ikerszülést eredményeznek, amelyek növelik a koraszülés és egyéb egészségügyi problémák lehetőségét.
- Vallások hozzáállása a meddőség és a mesterséges megtermékenyítés kérdéséhez.
- A DNS Y-kromoszómájának hibája miatt létrejövő meddőség apáról fiúra öröklődik. Ha a természetes szelekció – az elsődleges hibajavító mechanizmus – ezen a módon akadályozza meg az Y-kromoszóma véletlenszerű mutációját, akkor a meddőségi kezelések azoknál a férfiaknál, akiknek spermája abnormális, továbbviszi a problémát a következő férfi-generációra, különösen az ICSI esetében.

Sok ország alkotott meg speciális keretrendszert a meddőségi kezelések etikai és szociális kérdéseinek szabályozására.
- Az egyik legismertebb a HFEA – az Egyesült Királyság szabályozása a meddőségi kezelésekről és az embriókutatásról. 1991. augusztus 1-jén fogadták el a Mary Warnock által vezetett vizsgálóbizottság ajánlásai alapján.
- A HFEA-hoz hasonló modell működik az Európai Unió számos országában. Minden országnak megvan a saját felelős szerve a meddőségi kezelések engedélyezésére és felügyeletére, melyek az EU előírásainak figyelembevételével működnek.[20] Magyarországon az ezzel kapcsolatos feladatokat az ETT Humán Reprodukciós Bizottsága végzi.[21]

## Pszichológiai hatások
A meddőség következményei sokfélék lehetnek, akár a társadalmi, akár az egyénre gyakorolt hatását vizsgáljuk. Az asszisztált reprodukciós technikák fejlődése, mint például az IVF ugyan sok párnak nyújthat némi reményt, ahol a kezelés rendelkezésre áll, bár ezt korlátozza az egészségügyi ellátottság és a kezelések ára. Viszont ezek az orvosi megoldások akaratlanul figyelmen kívül hagyják a párok érzelmi reakcióit, melyek jelentkezhet szorongás, az irányítás elvesztésének érzése, megbélyegzettség, vagy akár a felnőttkori fejlődés pályájának megbomlása formájában.
A meddőségnek lehetnek mélyreható pszichológiai hatásai is. A közösülés aktusa kiválthat szorongást és ironikus módon növelheti a szexuális diszfunkcióra való hajlamot. Gyakran okoz családi viszályt a meddő pároknál, különösen amikor az orvosi utasítások végrehajtásának nyomása alatt vannak (Lásd: terminált együttlét). A teherbe esni kívánó nők olyan arányban kerülnek a klinikai depresszió állapotába, mint amilyen a szívbeteg, illetve arákos nők aránya. A párok jelentős stresszel is szembesülhetnek az IVF ideje alatt.
Az érzelmi nyomás és a párkapcsolati nehézségek jóval nagyobbak abban az esetben, amelyben a meddőség férfi oldalon jelentkezik.
A lehetséges lelki okokról és következményekről ld. még A meddőség lelki vonatkozásai.

## Szociális hatások
Számos kultúrában a nemzésre való képtelenséget megbélyegzik. Zárt társadalmi csoportokban a kiközösítés (vagy a pár azon érzése, hogy ők ki vannak közösítve) komoly szorongást, illetve csalódottságot okozhat. Néha a reakció a probléma totális elkerülése; főleg a középkorú férfiak reagálnak efféle módon.

## Fordítás
Ez a szócikk részben vagy egészben  az   Infertility című angol Wikipédia-szócikk ezen változatának fordításán alapul.  Az eredeti cikk szerkesztőit annak laptörténete sorolja fel. Ez a jelzés csupán a megfogalmazás eredetét és a szerzői jogokat jelzi, nem szolgál a cikkben szereplő információk forrásmegjelöléseként.

## További olvasmányok
- Kőrösi Tamás. Lombikcsodák. Győr: Lilli Kiadó, 166. o. (2009). ISBN 978-963-9837-35-5
- Bencsik Andrea. Várva várt babák. Magyarország: Magánkiadás, 340. o. (2003). ISBN 978-963-4304-56-2
- Simó Tímea. Ha nem jön a baba. Magyarország: New Age Média 2000 Kft., 160. o. (2006). ISBN 963-873-2202